# Starke Suffizienz
Die starke Suffizienz ist in der mathematischen Statistik eine Abwandlung der Suffizienz und damit wichtig für die Beantwortung der Frage, ob Informationen verlustfrei komprimiert werden können. Wie bei der (gewöhnlichen) Suffizienz definiert man zuerst die stark suffiziente σ-Algebra, um darauf aufbauend die stark suffiziente Statistik zu definieren. Starke Suffizienz und Suffizienz hängen zusammen, sind aber im Allgemeinen nicht identisch. Die starke Suffizienz geht zurück auf eine Arbeit von David Blackwell aus dem Jahr 1951, siehe Abschnitt Literatur.

## Definition
Gegeben sei ein statistisches Modell {\displaystyle (\Omega ,{\mathcal {A}},{\mathcal {P}})} und eine σ-Algebra {\displaystyle {\mathcal {S}}} mit {\displaystyle {\mathcal {S}}\subset {\mathcal {A}}}. Dann heißt {\displaystyle {\mathcal {S}}} eine stark suffiziente σ-Algebra für {\displaystyle {\mathcal {P}}}, wenn ein Markow-Kern {\displaystyle \kappa } von {\displaystyle (\Omega ,{\mathcal {S}})} nach {\displaystyle (\Omega ,{\mathcal {A}})} existiert, so dass
{\displaystyle \kappa (\omega ,A)=P(A|{\mathcal {S}})(\omega )=\operatorname {E} _{P}(\mathbf {1} _{A}|{\mathcal {S}})(\omega )}
für alle {\displaystyle A\in {\mathcal {A}}} und alle {\displaystyle P\in {\mathcal {P}}}.
Eine Statistik {\displaystyle T} heißt eine stark suffiziente Statistik, wenn die von der Statistik erzeugte σ-Algebra {\displaystyle \sigma (T)} eine stark suffiziente σ-Algebra ist.

## Beziehung zur Suffizienz
Auf borelschen Räumen fallen starke Suffizienz und Suffizienz zusammen. Denn ist {\displaystyle {\mathcal {S}}} stark suffizient, so ist {\displaystyle \kappa (\cdot ,A)=f_{A}} genau die von der Wahl von {\displaystyle P\in {\mathcal {P}}} unabhängige {\displaystyle {\mathcal {S}}}-messbare Funktion, die bei der Definition der Suffizienz verlangt wird. Ist umgekehrt {\displaystyle {\mathcal {S}}} suffizient auf einem Borelraum, so existiert der bei der Definition der starken Suffizienz geforderte Markow-Kern immer; er ist genau der Kern, der die reguläre bedingte Verteilung definiert, die auf borelschen Räumen immer existiert.

## Verwendung
Die starke Suffizienz wird beispielsweise in der Entscheidungstheorie verwendet. Hier werden Entscheidungen mittels Markow-Kernen modelliert, den sogenannten randomisierten Entscheidungsfunktionen. Um den Schaden einer Entscheidungsfunktion zu bemessen, wird eine Risikofunktion definiert, die bei vorliegendem, aber unbekannten Parameter, und einer gegebenen Entscheidungsfunktion das Risiko für eine Entscheidung bemisst. Ist nun {\displaystyle {\mathcal {S}}} eine stark suffiziente σ-Algebra, so lässt sich die Entscheidungsfunktion anstelle auf der großen σ-Algebra {\displaystyle {\mathcal {A}}} auf {\displaystyle {\mathcal {S}}} definieren, ohne dass sich die Risikofunktion ändert. Somit enthält die stark suffiziente σ-Algebra bereits alle für die Risikofunktion nötigen Informationen.